# Aristídis Dimópoulos
Aristídis Dimópoulos (grec moderne : Αριστείδης Δημόπουλος), né le 13 septembre 1933 à Athènes, est un homme politique grec. Il est député européen de Grèce de la 2e législature. Il était membre de l'Union politique nationale.